# Мардус Оксана Григорівна
Оксана Григорівна Степаненко (Мардус) (нар. 24 травня 1971, с. Нова Водолага, Харківська обл.) — українська поетеса, журналіст, педагог. Член Національної Спілки письменників України (1997).

## Біографія
Оксана Мардус народилася 24 травня 1971 року в селищі Нова Водолага Харківської області, у 1994 році закінчила філологічний факультет Харківського державного університету. Після закінчення університету працювала кореспондентом багатотиражної газети у Харкові, пізніше — вчителем Сосонівської ЗОШ І-ІІІ ступенів. Викладає українську мову і літературу в ліцеї Нової Водолаги. Вчитель вищої категорії, має звання «учитель-методист». Керує літературними гуртками у ліцеї та при харківському Будинку вчителя. Займається вивченням історії рідного селища, організовує численні презентації та літературні вечори для письменників України.
Почесний громадянин смт Нова Водолага Харківської області з 2015 року.
Друкуватися почала у 1980-х роках, ще школяркою. Твори Оксани Мардус публікувалися у районних і обласних газетах («Ленінська зміна», «Літературна Україна» тощо), у журналах для молоді («Піонер», «Барвінок», «Березіль» тощо). Її вірші потрапили до альманаха «Вітрила-89» і колективної збірки «Отчий дім» (1988). У 1997 році Оксана Мардус вступила до Спілки письменників України. Неодноразово перемагала у районних, обласних і всеукраїнських конкурсах літературної творчості, брала участь у численних поетичних фестивалях і семінарах.
Публікує як художні твори, так і наукові праці з педагогіки.

### Твори

#### Художні твори
- 1998 — «Я Чураївною була…» (збірка поезій)
- 2001 — «Дім за узгір'ям грому» (збірка поезій)
- 2002 — «На білих кахлях» (збірка поезій)
- 2007 — «Біла осінь» (збірка поезій)[2]
- 2011 — «Таємниця скрижалей» (проза для дітей)
- 2011 — «Пригоди незвичайних дітей» (проза для дітей)
- 2015 — «Соло гончарного кола» (збірка поезій)
- 2016 — «Ключ до книги скрижалей» (проза для дітей)

#### Наукові праці
- 2014 — «Компаративістика на уроках української мови та літератури» (науковий посібник)

### Літературні нагороди
- 1997 — диплом конкурсу «Гранослов»
- 2001 — лауреат конкурсу «Смолоскип»[3]
- 2004 — лауреат обласної премії імені Григорія Квітки-Основ'яненка[4]
- 2005 — лауреатка IV етнічно-мистецького фестивалю «Печенізьке поле»
- 2007 — диплом та медаль Міжнародного Академічного Рейтингу популярності «Золота Фортуна»
- 2008 — II місце на обласному конкурсі імені О. С. Масельського у номінації «Поезія»[5], V місце у номінації «Проза»[5]
- 2010 — лауреат премії імені Олександра Олеся[6]
- 2013 — диплом «Майстер слова» VI обласного конкурсу імені О. С. Масельського[7]
- 2016 — лауреат конкурсу «Напишіть про мене книжку!» (видавництво «Фонтан казок»)

### Педагогічні нагороди
- Почесна грамота Міністерства освіти та науки України за сумлінну працю та підготовку переможця Всеукраїнського конкурсу учнівської творчості «Об'єднаймося ж, брати мої!» — IV всеукраїнський етап (Київ)
- грамота Головного управління освіти і науки ХОДА (2002), (2006), (2007) за підготовку переможців обласного етапу Всеукраїнського конкурсу учнівської творчості
- грамота відділу освіти Нововодолазької РДА (1998), (2006)
- подяка директора Сосонівської ЗОШ (2002)
- лауреат (II місце) у Всеукраїнському конкурсі конспектів уроків з української мови та літератури (2004).
- лауреат (I місце) у Всеукраїнському конкурсі «Найкращий конспект уроку з позакласного читання сучасної української літератури у 5-9 класах загальноосвітніх навчальних закладів у 2012/2013 н.р.».
- лауреат (II місце) у Всеукраїнському конкурсі «Слово про першого вчителя».
- лауреат Всеукраїнського конкурсу уроків та виховних заходів для учнів 5-11 класів з питань попередження та подолання домашнього насильства щодо дітей та насильства в школах (2014).
- дипломант Всеукраїнського конкурсу уроків «18.05. Право на пам'ять»(2015).

## Критичні статті про Оксану Мардус
- Линдюк (Єлісеєва) Л. Поетеса Оксана Мардус: "Без віршів кожна мить мені болить" // Інтернет-видавництво «Хай Вей». — 2009. — 8 листопада. Архівовано з джерела 7 лютого 2016. Процитовано 1 лютого 2016.
- Коваль-Фучило І. Історія краю на кахлях Оксани Мардус // Смолоскип України. — 2002. — № 7 (84). — С. 4. Архівовано з джерела 21 березня 2016. Процитовано 2 лютого 2016.
- Заковоротний В. Конкурс імені О. С. Масельського // Березіль. — 2009. — № 2. — С. 82.
- Карунна О. Мардус Оксана. «На білих кахлях» // Український керамологічний журнал. — 2004. — № 4. — С. 145-146..
- Лешта В. Музика і глина. Рецензія на збірку Мардус О. «На білих кахлях» // Березіль. — 2006. — № 1. — С. 172-173.
- Луцький Л. Позитиви й негативи білої кахлі // Літературна Україна. — 2003. — № 1/2 (9 січня). — С. 6.
- Медвідь В. Висота таланту // Слобідський край. — 2008. — № 144. — С. 3.
- Медвідь В. Танок пальців і стрій думок // Слобідський край. — 2005. — № 12. — С. 7.
- Мироненко І. Студії одного вірша // Ленінець. — 1990. — 5 травн. — С. 4.
- Мельникив Р., Цаплин Ю. Северо-восток юго-запада // НЛО. — 2007. — № 85.
- Панцир Д. Білим по білом // Золота пектораль. — 2009. — № 3-4. — С. 123—124.
- Шевцова Г. Ніхто не піде звідси ображеним // Критика. — 2001. — № 3. — С. 31.